# 데이비드 매켄지 (영화 감독)

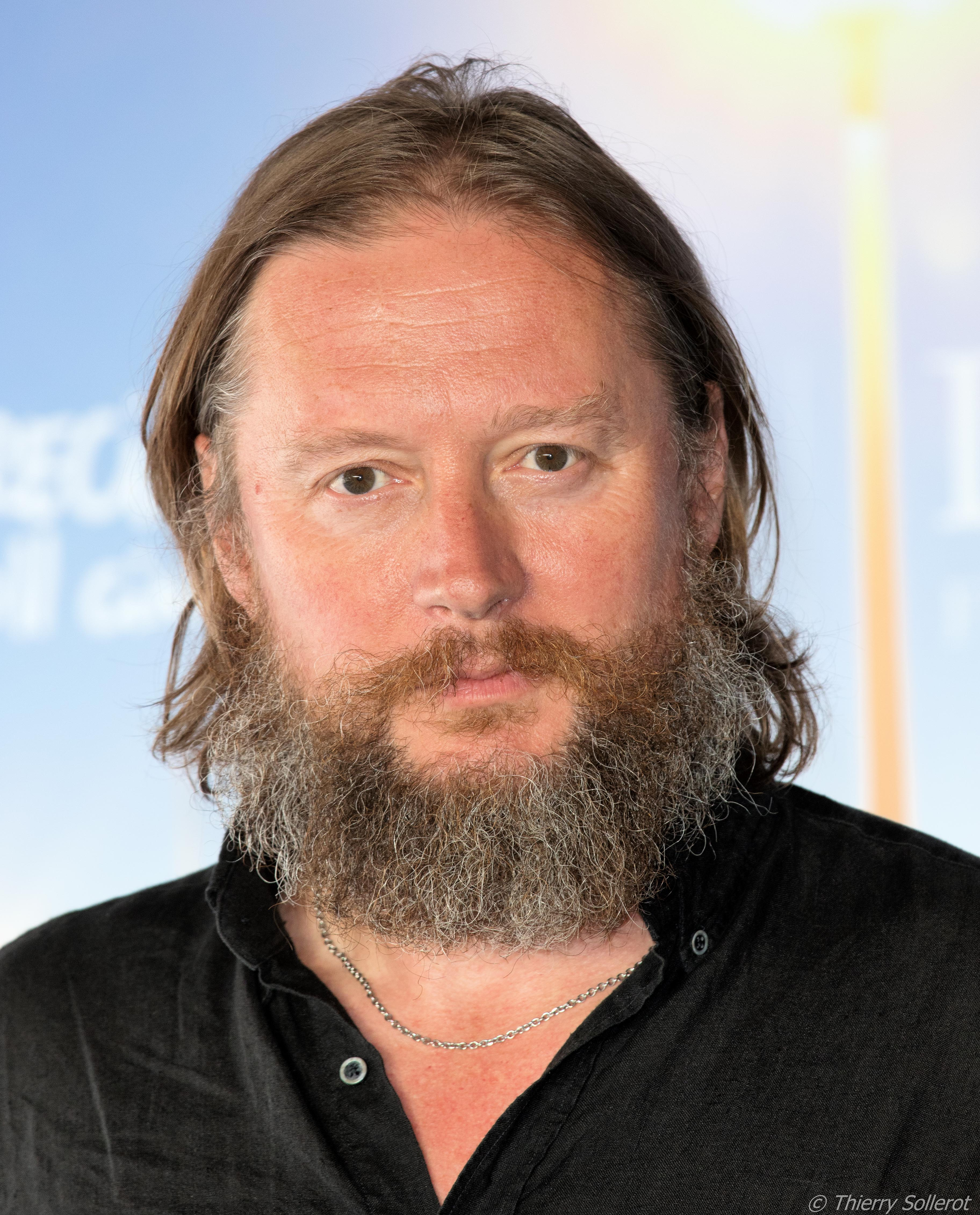
2016년.

데이비드 매켄지(David Mackenzie, 1966년 5월 10일 ~ )는 스코틀랜드의 영화 감독이다.

## 작품 목록
- 최후의 황무지 (2002)
- 영 아담 (2003)
- 어사일럼 (2005)
- 할람 포 (2007)
- S러버 (2009)
- 퍼펙트 센스 (2011)
- 락 앤 러브 (2011)
- 스타드 업 (2013)
- 로스트 인 더스트 (2016)
- 아웃로 킹 (2018)